# دوشان بيتكوفيتش
دوشان بيتكوفيتش (بالصربية: Душан Петковић)‏ ولد 13 يونيو 1974 في بلغراد، جمهورية يوغوسلافيا الاشتراكية الاتحادية، هو لاعب كرة قدم صربي دولي سابق كان يلعب كمدافع. سبق له أن لعب في كأس العالم لكرة القدم مع منتخب بلاده. لعب خلال مسيرته 209 مباريات سجل خلالها 15 هدفاً.

## مرحلة الشباب

### أندية لعب لها
- نادي أو إف كيه بيوغراد

## المسيرة الاحترافية

### أندية لعب لها
- نادي أو إف كيه بيوغراد
- ريال مايوركا
- يوكوهاما مارينوس
- نادي فولفسبورغ
- سبارتاك موسكو

## روابط خارجية
- دوشان بيتكوفيتش على موقع رابطة كرة القدم اليابانية للمحترفين (اليابانية)
- دوشان بيتكوفيتش على موقع قاعدة بيانات كرة القدم.إي يو (الإنجليزية)
- دوشان بيتكوفيتش على موقع بيانات كرة القدم. دي إي (الألمانية)
- دوشان بيتكوفيتش على موقع ناشيونال فوتبول تيمز (الإنجليزية)
- دوشان بيتكوفيتش على موقع Soccerway.com (الإنجليزية)
- دوشان بيتكوفيتش على موقع عالم كرة القدم.نت (الإنجليزية)